# Valsäng
Valsäng är en bebyggelse i Klövedals socken i Tjörns kommun i Bohuslän. Området avgränsades före 2015 till en småort för att 2015 klassas som gemensam med småorten Tådås, som då klassades som en tätort med namnet Klövedal. Vid avgränsningen 2020 klassades bebyggelserna som separerade och denna del då som en tätort.
Legenden säger att det en gång strandade en val i Werners wik under 1800-talets slut och att delar av valens skelett använts till statyerna till den nu nästan övervuxna offerplatsen 2 km söder om Badön.  
I tallskogen runt Valsäng finns Rudbeckior. 

## Befolkningsutveckling
| Befolkningsutvecklingen i Valsäng 1990–2020 | Befolkningsutvecklingen i Valsäng 1990–2020 | Befolkningsutvecklingen i Valsäng 1990–2020 | Befolkningsutvecklingen i Valsäng 1990–2020 | Befolkningsutvecklingen i Valsäng 1990–2020 |
| ------------------------------------------- | ------------------------------------------- | ------------------------------------------- | ------------------------------------------- | ------------------------------------------- |
|                                             |                                             |                                             |                                             |                                             |
| År                                          |                                             |                                             | Folkmängd                                   | Areal (ha)                                  |
| 1990                                        | 1990                                        |                                             | 145                                         | 27#                                         |
| 1995                                        | 1995                                        |                                             | 150                                         | 27#                                         |
| 2000                                        | 2000                                        |                                             | 164                                         | 28#                                         |
| 2005                                        | 2005                                        |                                             | 196                                         | 28#                                         |
| 2010                                        | 2010                                        |                                             | 188                                         | 29#                                         |
| 2015                                        | 2015                                        |                                             | 0                                           | 0#                                          |
| 2020                                        | 2020                                        |                                             | 413                                         | 168                                         |
| Anm.: 2015 del av Klövedal # Som småort.    |                                             |                                             |                                             |                                             |